# Tunbergsreservoaren

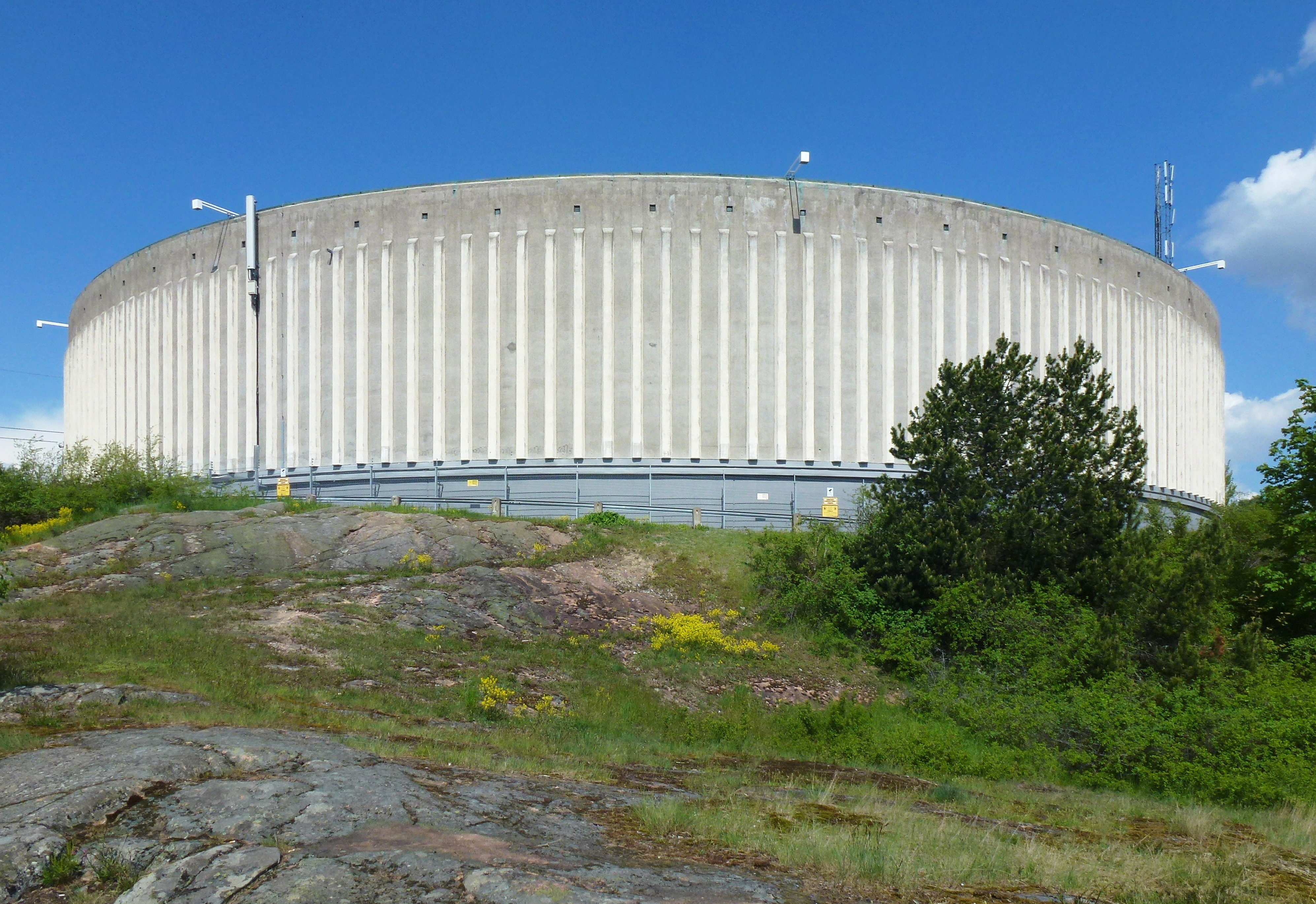
Tunbergsreservoaren 2014

Tunbergsreservoaren  (Tunbergets vattentorn) är ett vattentorn som står på Tunberget i Sollentuna kommun. Anläggningen ritades 1971 av ingenjörsbyrån Orrje & Co och stod färdig 1973. Vattentornet har en totalvolym på 25 000 m³ dricksvatten.

## Byggnadsbeskrivning

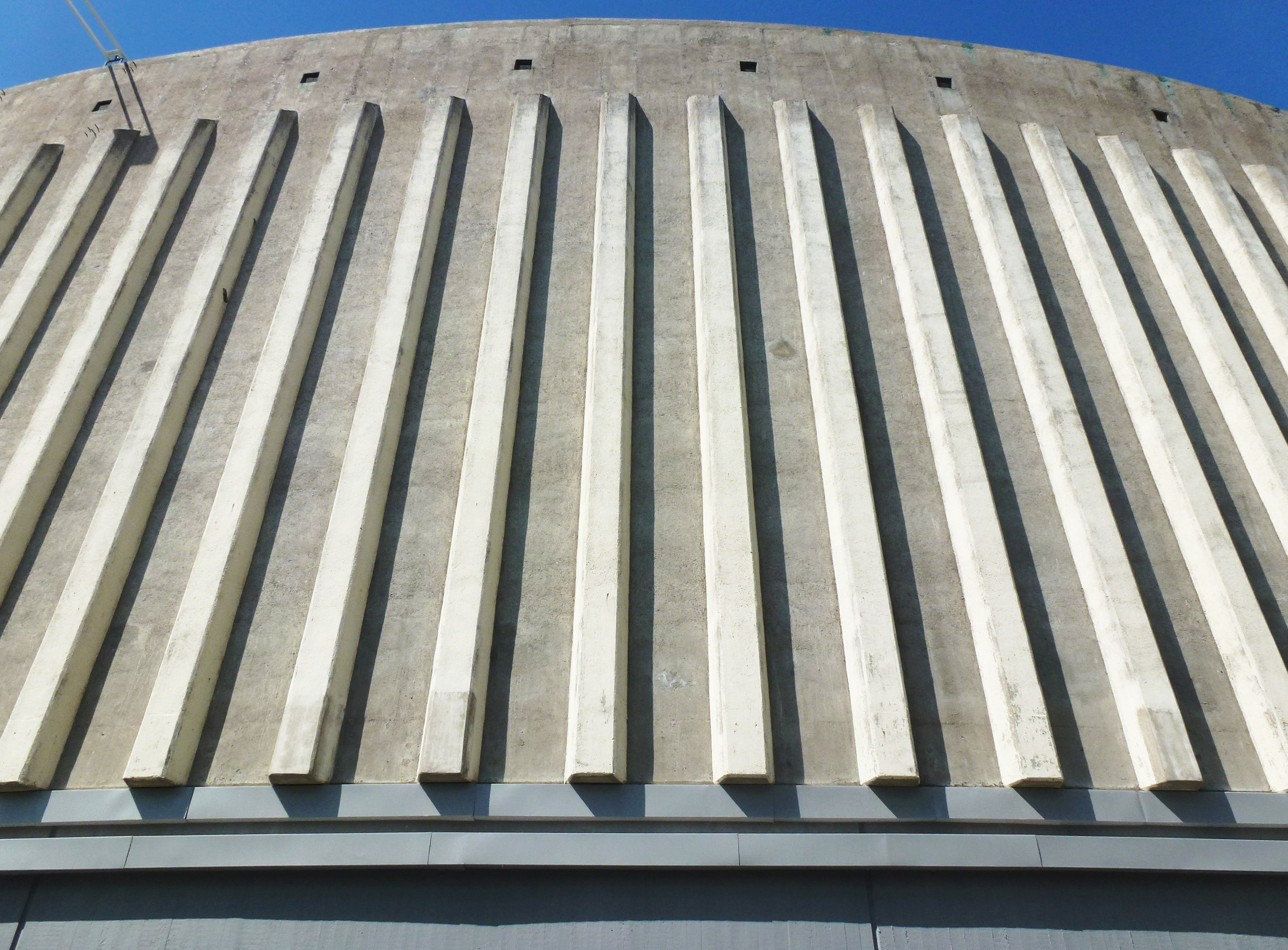
Fasaddetalj.

Tunbergsreservoaren  konstruerades  av ingenjörsbyrån Orrje & Co och  för den arkitektoniska utformningen stod arkitekt SAR/MSA Björn Tranaeus. Uppdragsgivare var Stockholmstraktens vattenverksförbund numera benämnt Kommunalförbundet Norrvatten. Vattentornet uppfördes åren 1971 till 1973 på Tunberget,  som är en av Sollentunas högsta punkter. På berget fanns tidigare  en fornborg som togs bort i samband med bygget för reservoaren. Dessutom låg här en äldre markreservoar med 800 m³ volym, byggd på 1940-talet, även den revs.
Tunbergets vattentorn är en cylindrisk betongkonstruktion med 68 meter i diameter och en höjd av 10 meter som står direkt på det plansprängda berget. Reservoaren är indelad i en inre bassäng med 13 000 m³ volym och en yttre med 12 000 m³ volym. Bottenplattans nivå ligger på 64,7 meter över havet och högvattenytan på 71,8 meter, vattendjupet är således 7,1 meter. 
I byggnadens mitt finns ett centrumschakt med en spiraltrappa som förbinder de olika våningsplanen och leder upp till taket, varifrån man har en vidsträckt utsikt. Från centrumschaktet kan man se ner i den inre bassängen via ett antal fönster. Till och från reservoaren går tre grova rörledningar med 800 mm diameter: en ingående, en utgående och en för bräddavloppet, den senare mynnar i havsviken Edsviken. Det ingående vattnet pumpas från Norrvattens anläggning Görvälns vattenverk vid Mälaren. Tunbergsreservoarens byggkostnader uppgick till 8,9 Mkr.

## Interiörbilder

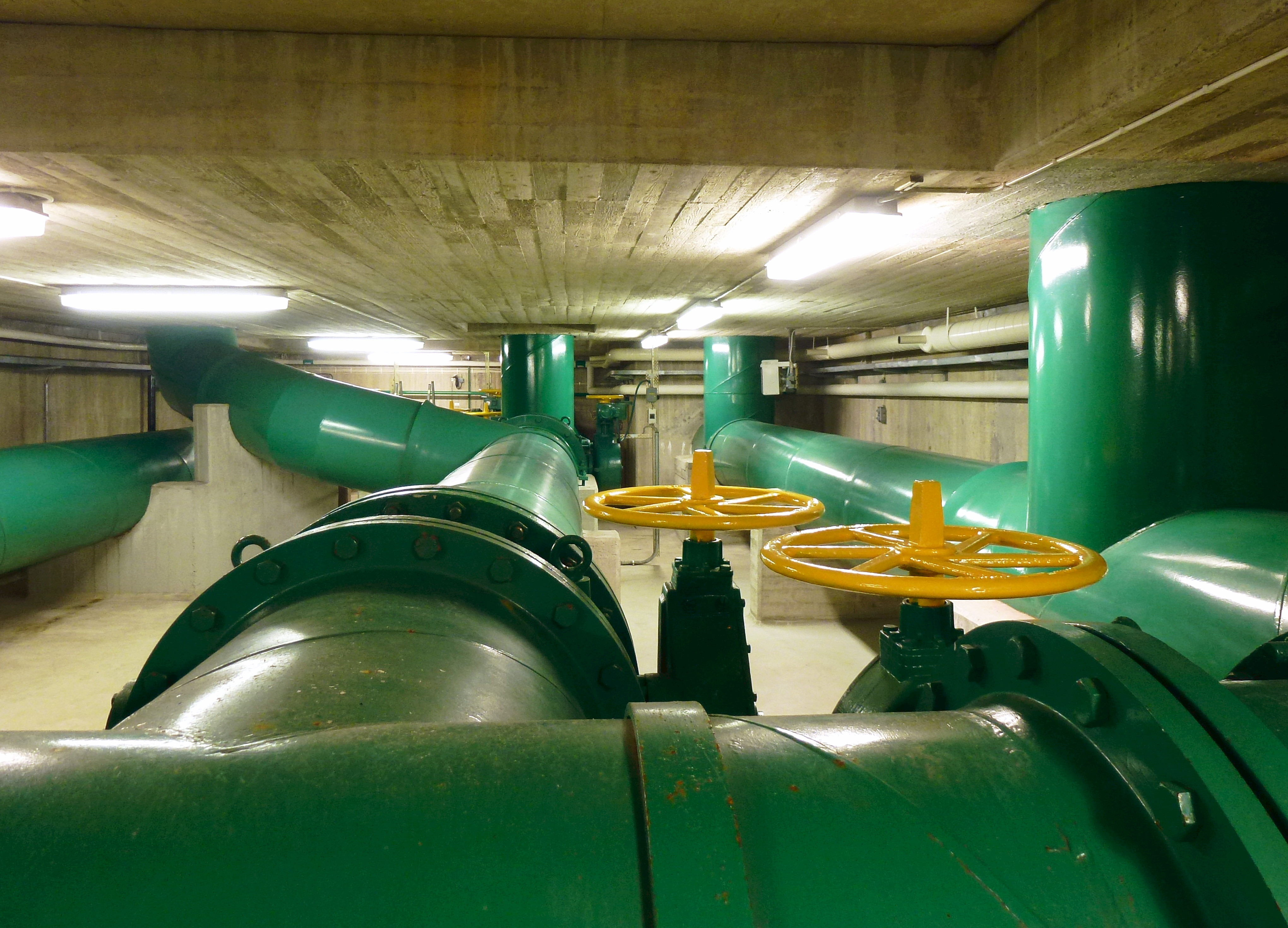
Nedre rörgalleriet
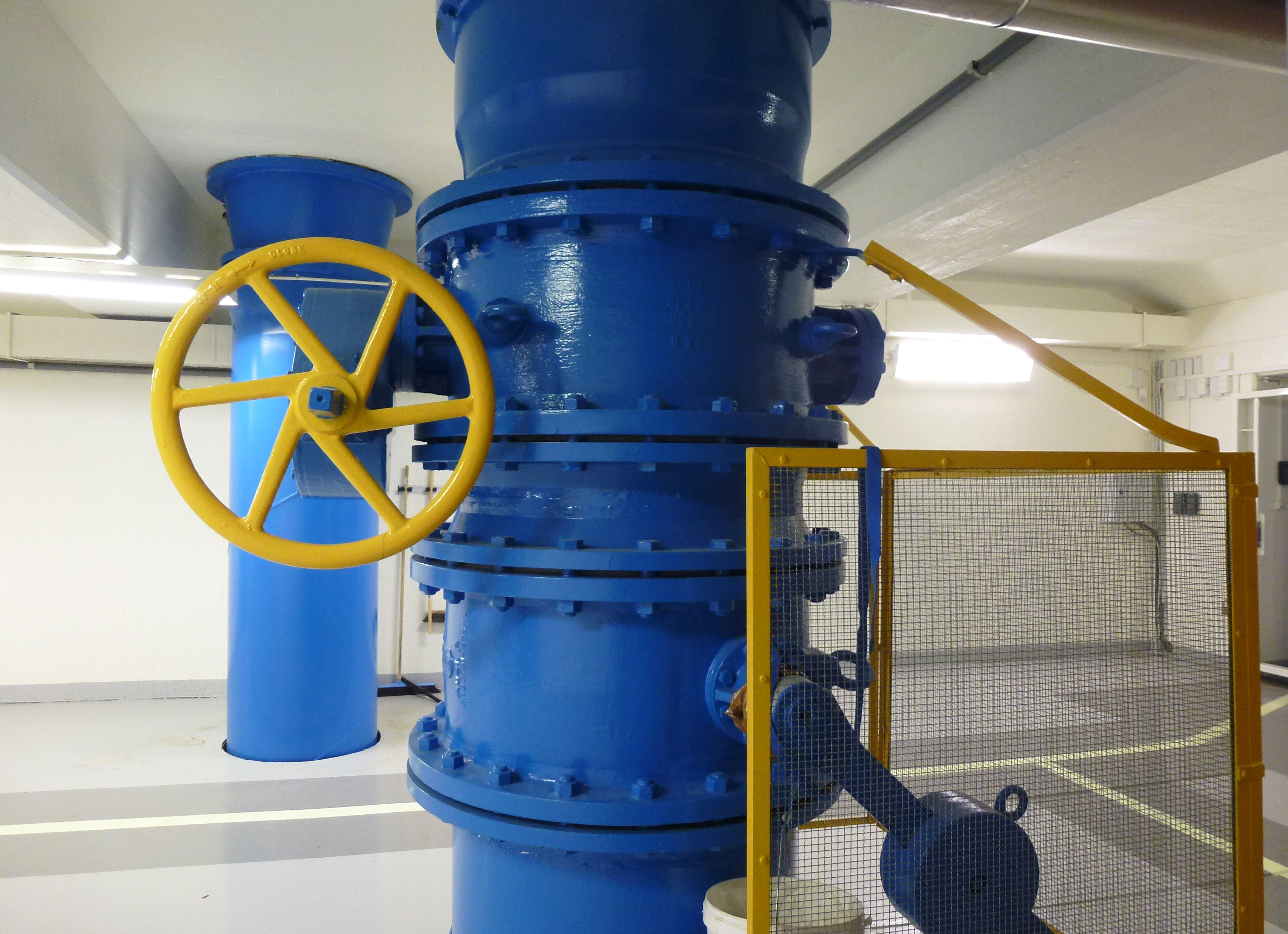
Övre rörgalleriet
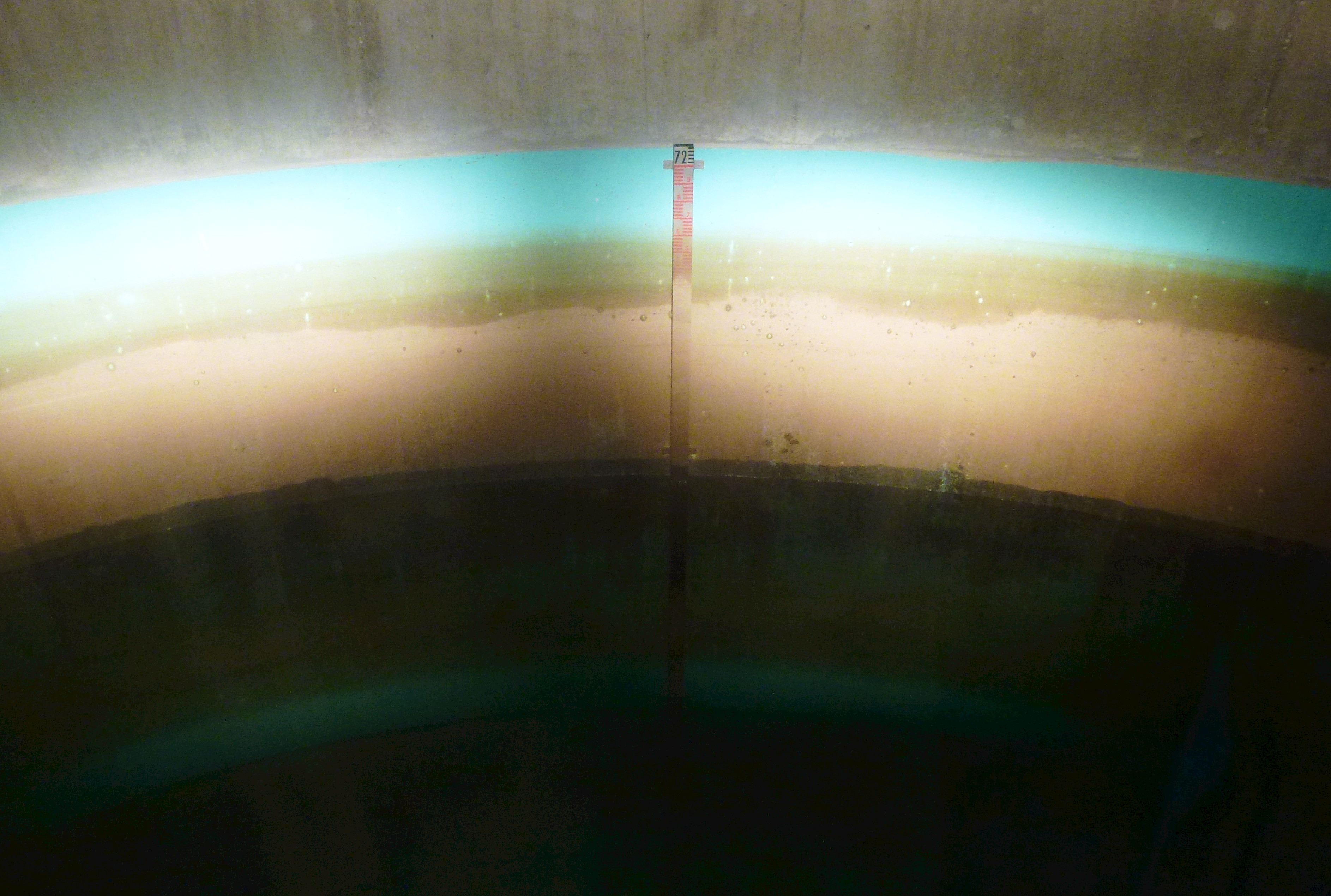
Vattennivån i inre bassängen
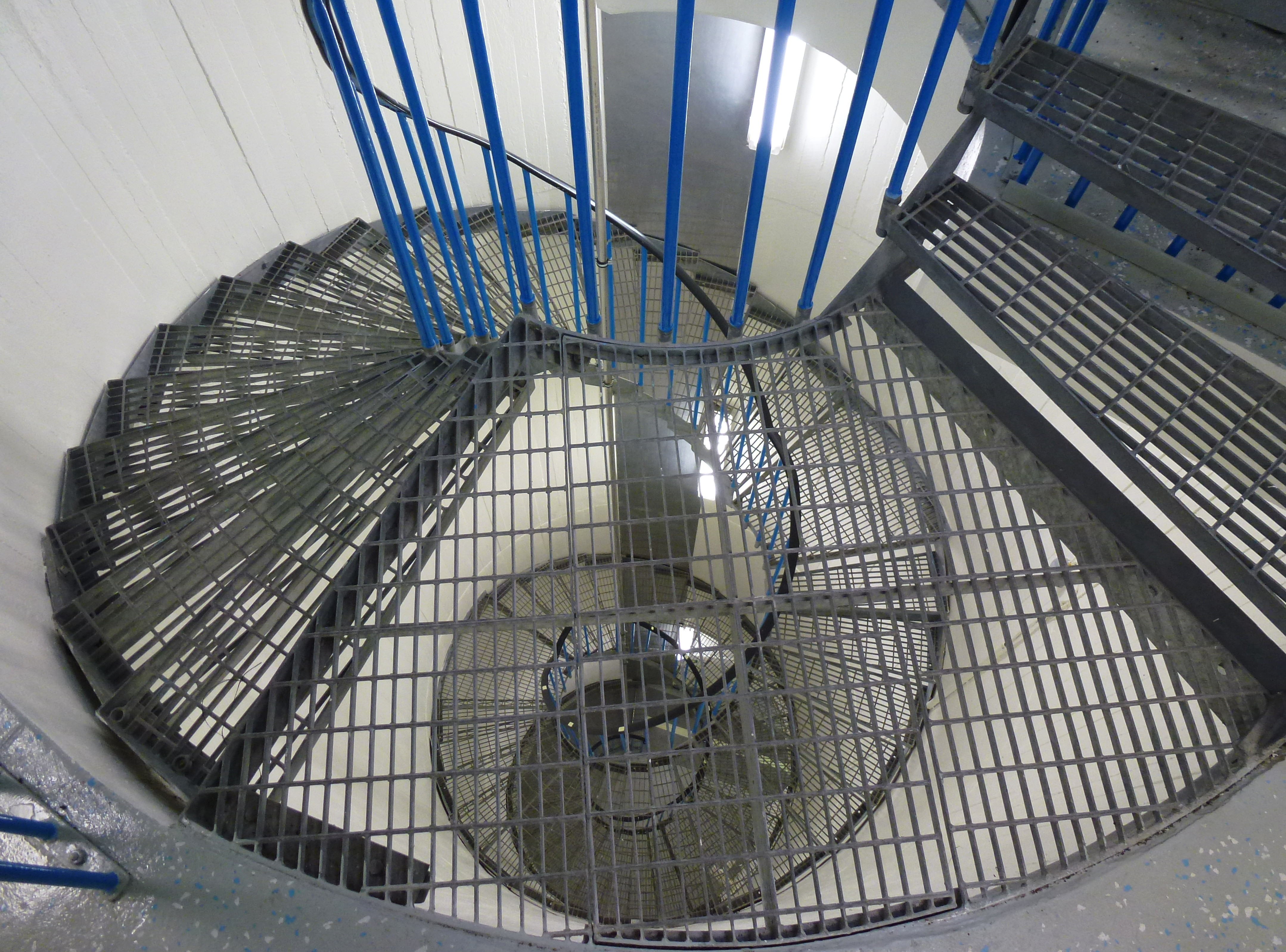
Centralschaktet